# 思いやり
思いやり、思い遣り、思遣（おもいやり、おもひやり）とは、
1. 他人の身の上や立場、心中・心情についての察し、気遣うこと、察して心を配ること、労りの気持をもつこと、また、その気持ち、同情[1]。恕[2]。
2. 他人の事情や心中・心情を推し量ること、想像、推察[1]。恕[2]
3. 深く心をくだいて、物事の道理、状況などをよく考え、理性的に判断すること。思慮分別[1][3]。

## 思いやり（compassion）

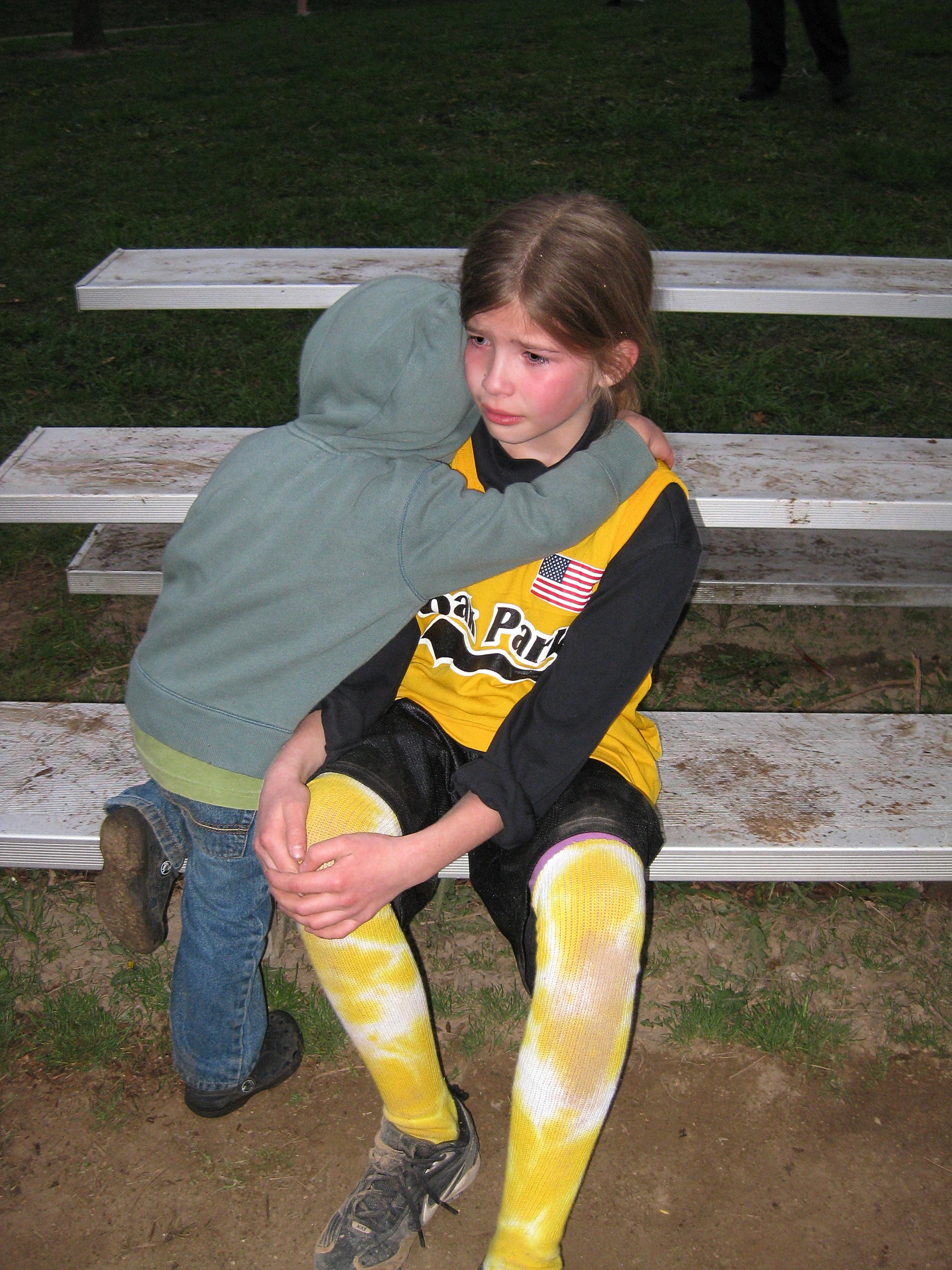
ハグは思いやり（compassion）の日常的な示し方

思いやりに当たる英単語は、compassion、empathy、consideration 等、様々なものがある。英語のcompassion（コンパッション）は、他者を救いたいという深い思いやりであり、共感、同情、哀れみ、慈悲心等とも訳される。特定非営利活動法人アサーティブジャパンは、compassion は「日本語に訳すのが非常に難しい言葉の一つ」としており、英語の辞書では「同情心」「哀れみ」と訳されているが、ややニュアンスが異なり、直訳すると「他者の苦しみや不幸に対して同じように心を痛めること」という意味であると述べている。仏教の観念である悲（ひ、巴: 梵: karuṇā [カルナー], 蔵: snying rje [ニンジェ]）は compassion と英訳される。悲は「思いやり（共苦）」とも表記される。
compassion は、他者や自分自身の肉体的、精神的、感情的な苦痛を和らげようと努める社会的感情である。他者の苦しみの感情的な側面に対する気配りともいえる。公平性、正義、相互依存などの概念に基づく場合、部分的に合理的であるとも考えられる。以下、本節における「思いやり」は「compassion」であり、compassion の訳語として用いる。
思いやりは、「相手のことを察する（feeling for another）」ことを含むもので、「相手の立場になって感じる（feeling as another）」能力である共感（empathy）の前身である（「相手への思い〔感情移入、feeling towards another〕」である同情〔sympathy〕とは対照的）。積極的な思いやりとは、他者の苦しみを和らげたいという願望である。
思いやりには、人の苦しみを和らげ、予防するために、自身が苦しみに心を動かされることを許容することも含まれる。思いやりの行為は、相手を援助することを意図したものである。思いやりと調和する他の美徳には、忍耐（patience）、知恵（wisdom）、見返りを求めない親切（kindness）、忍耐（perseverance）、温かな優しさ（warmth）、決意・決断力（resolve）などがある。思いやりは、しばしば利他主義の重要な要素となる。同情と思いやりの違いは、前者は人の苦しみに悲しみと気遣い（concern）を持って対応するのに対し、後者は温かな優しさと配慮（care）を持って対応することである。臨床心理学レビューの記事では、「思いやりは、気づく、感じる、反応するという三つの側面から成り立っている」と示唆されている。

### 理論
理論的観点では、思いやりに対するアプローチには対照的な点が見られる。
- 思いやりは単に愛や悲しみの変化であり、明確に他と異なる感情ではない。
- 進化心理学の観点では、思いやりは、苦悩、悲しみ、愛情とは明確に区別できる感情状態と見なす。
- しかし、思いやりは共感的苦悩の同義語であり、他者の苦しみとつながる苦悩を特徴とする。この思いやりの側面は、人が周囲の人々の感情をまねて感じることがあるという発見に基づく。
- チベット仏教学者のトゥプテン・ジンパによれば、思いやりとは、困っている人や苦しんでいる人を見たときに私たちの中に湧き上がる心配の気持ちである。思いやりには、その状況の緩和や解決を見たいという一種の願い（願望）と、それについて何かをしたいという欲求（動機）が伴う。しかし、思いやりは哀れみではなく、執着でもなく、共感的な感情でもなく、単なる希望的観測でもない。思いやりは基本的に愛の一種である。この愛のバリエーションをさらに進めるために、スカルスキーとアーンストースは、論文『忍耐を超える変化の現象学（The Phenomenology of Change Beyond Tolerating）』の中で、緩和の定義を念頭に置いた思いやりについて説明している。緩和の定義の中に、誰かの苦しみを取り除く、止める、または直すという言及はなく、単に苦しみを「軽減」しようとすること とある。これにはある種の絶望が含まれている。悲惨な状況において望みがわずかであっても、何とかして他者を苦しみから助けたいという気持ちである。
- エマ・セッパラは、思いやりを共感や利他主義と次のように区別している。「思いやりの定義は、共感の定義とよく混同される。研究者が定義する共感とは、他者の気持ちを直感的または感情的に体験すること。それは、ある意味では、友人の悲しみに涙を流すような、他者の感情の自動的なミラーリングである。利他主義は、他者に利益をもたらす行動である。たとえば、税金対策として寄付をする場合、共感や思いやりが伴う場合と伴わない場合がある。これらの用語は思いやりに関連はあるが、同一ではない。思いやりには、共感反応や利他行動が含まれることがよくあるものの、苦しみを感じたときの感情的な反応として定義され、助けたいという真の欲求が含まれている。

さらに、人間の状態や経験について知れば知るほど、苦しみとの同一化への道筋がより鮮明になる。他者の身になることは人間にとって不可欠なプロセスであり、それは生後数日で母親の表情や体の動きを真似し始める乳児によっても示される。思いやりは、他者の身になる（視点の獲得）、人間の行動に関する知識、苦しみの認識、感情の伝達、そして苦しみが軽減する過程の目標と目的の変化に関する知識を通じて認識される。
人格心理学では、人間の苦しみは常に個人的かつ固有なものであるとされる。苦しみは心理的、社会的、身体的トラウマから生じ、急性および慢性がある 。苦しみは、人が破滅したり、高潔さを失ったりするかもしれないという認識であり、その脅威が消えるか、高潔さが回復されるまで続くものと定義される。
したがって、思いやりには三つの主要な要件がある。思いやりのある人は、自分の感情を呼び起こす問題が深刻であると感じなければならない。苦しんでいる人の問題は自業自得ではないと信じる必要があり、非難したり、恥じ入らせたりすることなく、同じ問題を抱えた自分を想像する能力が必要である。
思いやりのプロセスは他者の身になることと深く関係しており、他の国、文化、場所などから来た人々の間でも可能であるため、思いやりは民主主義社会の特徴である。
個人や社会の行動に影響を与える思いやりの役割は、継続的に議論の対象となっている。他者の身になるプロセスとは対照的に、思いやりが全くない場合は、他者やグループの身になることに気づかぬふりや、否定をしたりするかもしれない。思いやりは優しさと許しの気持ちを促し、人々に苦痛をもたらし 時には暴力につながる可能性のある状況を止める力を与える可能性がある。この概念は歴史を通じて実証されてきた：ホロコースト、大量虐殺、ヨーロッパ諸国によるアメリカ大陸の植民地化など。これらの残虐行為において、一見不可欠なステップは、犠牲者を「人間ではない」または「私たちでない」と定義することである可能性がある。人類の歴史を通じて犯された残虐行為は、思いやりの存在によってのみ、その有害な影響が軽減され、最小限に抑えられ、克服されると主張されている。しかし最近では、進化論、発達心理学、社会神経科学、精神病質の実証的研究に基づいて、思いやりや共感と道徳は体系的に対立するものではなく、必然的に補完するものでもないという反論がなされている。なぜなら、人類は歴史を通じて、人権や国際刑事裁判所などの普遍的な道徳原則を支持するための社会構造を作り上げてきたからである。
一方、トマス・ネーゲルは、ジョシュア・グリーンが、公平な道徳を構築するという一般的な目標から功利主義を結論づけるのは早計だと批判し、イマヌエル・カントやジョン・ロールズは、倫理的問題に対する他の公平なアプローチを提供していると述べている。
プラトンは、情熱の破壊的な性質に対する弁明として、人間の魂を戦車に例えた。知性が運転手で感情が馬であり、人生は感情をコントロールする絶え間ない闘いであると。カントは、確固とした普遍的な道徳を擁護する中で、思いやりは弱く誤った感情であるとみなした。「そのような慈悲は情にもろいと呼ぶべきで、人間の間には決して起こるべきではない」。

### 心理学
思いやりはポジティブ心理学や社会心理学の分野と関連付けて研究されるようになった。思いやりとは、他者の身になることでつながるプロセスである。思いやりを通じて他者の身になることで、他者の苦しみを和らげるために何かをしようという意欲が高まる。
思いやりは、満足と平和のシステム、目標とやる気のシステム、脅威と安全のシステムという三つのグリッドの内部システムの調和から進化した機能である。ポール・ギルバート (心理学者)は、これらをまとめて思いやりに必要な規制システムと定義している。
ポール・エクマンは、感情認識（他者の気持ちを知ること）、感情共鳴（他者の感情を感じること）、家族のつながり（子孫の世話をすること）、世界的な思いやり（世界中の全ての人に思いやりを広げること）、知覚的な思いやり（他の種に思いやりを広げること）、英雄的な思いやり（リスクを伴う思いやり）などを含む「思いやりの分類」を提示している。
エクマンはまた、近位（その瞬間）と遠位（未来予測、感情予測）の思いやりを区別している。『「誰かが道で倒れたら、その人を起こすのを手伝う。困っている人を見つけて、助ける。」という近位の思いやりは誰もが知っている。しかし、子供たちに「ヘルメットをかぶりなさい」と言うのは、遠位の思いやりである。それには、社会的な予測、危害が起こる前にそれを予期し、防ごうとする能力が必要である。遠位の思いやりは教育の影響をはるかに受けやすいと思われる。そして、それが私たちの本当の希望である。』 遠位の思いやりには視点を変えることも必要ということ。
思いやりは、マインドフルネスや感情制御の向上などの心理的成果と関連している。
共感は他者を気遣う動機付けや道徳的行動の指針として重要な役割を果たしているが、ジーン・ディセティの研究は、対象の社会的アイデンティティ、対人関係、社会的文脈は、共感と一貫しても 無関係でもないことを示している。彼は、共感的関心（思いやり）は親族や自分の属する社会集団のメンバーを優遇するように進化し、個人を他の集団よりも高く評価することで社会的意思決定に偏りをもたらし、これが公平性と正義の原則と正面から対立する可能性があると示している。

#### 二次受傷
他者に共感する能力や責任がより高い人は、「二次受傷（思いやり疲れ）」、つまり「二次的心的外傷後ストレス障害」のリスクの可能性がある。リスクがある人の例としては、苦しみに関する情報への反応に長時間を費やす人が挙げられる。しかし、タニア・シンガーとマチウ・リカールによる最近の研究では、思いやりに疲れるのは適切な苦痛耐性の欠如によるものだと示唆されている。二次受傷のリスクがある人は、通常、次の四つの主要な特性を示す：持久力やエネルギーの低下、思いやり能力の低下、無力感や絶望感、感情的疲労。低い対処スキルは二次受傷を発症するリスクを高める可能性がある。
日常的にセルフケアを行うことで悲しみや苦痛を和らげることができる。意識改善は、人々が過去の出来事の影響と状況を認識できるように導く。過去の経験から学んだ後、日常生活の中で二次受傷の原因を見つけることができる。偏った判断を避ける思いやりを実践することで疲労や燃え尽き症候群を防ぐことができる。二次受傷を癒すのに役立つ方法には、運動、健康的な食生活、他者との良好な関係、地域社会で他者との交流を楽しむこと、頻繁に日記をつけること、毎日の十分な睡眠などがある。マインドフルネスと自己認識の実践は二次受傷改善にも役立つ。

#### 影響因子
心理学者ポール・ギルバートは、思いやりを示す可能性を上げる要因として「好感度、能力、妥当性、共感能力」を、下げる要因として「自己中心的な競争心、不安・抑うつ、困惑、社会構造やシステムの阻害要因」を挙げている。

##### コンパッション・フェード
コンパッション・フェードとは、助けを必要とする人の数が増えるにつれて、人々の共感が減衰する傾向のことである。この用語は心理学者ポール・スロヴィックによって造られた。これは、人々が助けるかどうかの判断を正当化したり、特定の情報を無視したりするために使用する認知バイアスの一種である。思いやりを実際の行動に変えるには、困っているグループに対する反応だけでなく、助けたいという動機が必要となる。
自然災害や大量虐殺などの大規模危機における思いやりの調査では、匿名の被害者や多数の被害者よりも、特定可能な一人の被害者に対して より多くの共感を示す傾向があることが研究で明らかになった（特定可能な被害者効果）。援助に金銭的な負担がかかると予想される場合には、この傾向が高まる。
思いやりが失われるのは、感情をコントロールする動機と能力があるかどうかにかかっている。
支援を必要とする人々をより広くカバーする場合に援助を申し出る傾向が強く、人種が近いほど、より共感を得るようになる。
心理学者たちは、精神的に疲弊することへの不安が、ホームレスや麻薬中毒者など、差別された社会的集団のメンバーに対する思いやりを抑制し、彼らを非人間化する動機となる可能性について探っている。

### 神経生物学
オルガ・クリメツキ（他）は、思いやりと共感に関して、fMRIでの脳の活性化領域が異なる（重複しない）ことを発見した。思いやりは、眼窩前頭皮質、前帯状皮質、腹側線条体と関連していた。対照的に、共感は前島皮質と前部中帯状皮質（aMCC）と関連していた。
エモリー大学の神経科学者、ジェームズ・リリングとグレゴリー・バーンズが行ったある研究では、被験者が困っている人を助けている間の脳の活動が記録された。被験者が思いやりのある行動をしている間、脳の尾状核と前帯状皮質が活性化していることがわかった。これらは、快楽と報酬に関連する脳の領域である。脳領域の一つ、前帯状皮質/前脳基底部は、特に共感特性を持つ人々において、利他的行動の学習に寄与する。同じ研究は、慈善活動への寄付と社会的絆や個人の評判の向上との間に関連性があることを示した。真の思いやりが、もし存在するならば、本質的に（少なくともある程度は）自己利益によって動機づけられるものである。
2009年の小規模な fMRI実験で、脳創造性研究所の研究者らは、他者の社会的と身体的苦痛に対する強い思いやりの感情を研究した。どちらの感情も、前島皮質、前帯状皮質、視床下部、中脳の活動に予想通りの変化を伴っていたが、脳機能のデフォルト・モード・ネットワークに関わる各脳半球の後部内側面で、これまで説明されていない皮質活動パターンも発見した。他者の社会的苦痛に対する思いやりは、この領域の内受容、下方/後部の強い活性化と関連していたが、身体的苦痛に対する思いやりは、外受容、上方/前部の活動の高まりを伴っていた。社会的苦痛に対する同情は、この上方/前部を、より少ない程度で活性化した。社会的苦痛に対する思いやりに関連する前島皮質の活動は、身体的苦痛に対するよりも遅くピークに達し、より長く持続した。他者に対する思いやりの感情は前頭前皮質、前頭葉下部、中脳に影響を与える。思いやりの感情や行為は、前島皮質、前帯状皮質、中脳、島皮質、視床下部など、恒常性を調節することが知られている領域を刺激し、社会的感情が他の主要な感情に関与するのと同じ基本的な装置のいくつかを使用するという仮説を裏付けている。

### 実践

#### 医療
思いやりは医療に従事する医師にとって最も重要な資質の一つである。思いやりは、苦しんでいる人を助けるために何かをしたいという欲求を生み出す。助けたいという欲求は思いやりではないが、思いやりは感情によって引き起こされる緊張を和らげる行動を促すという点で他の感情に似ていることを示唆している。医師は一般的に、患者に危害を加えないこと、適切な治療を提供すること、機密を保持することなど、患者の利益を最優先する責任を自らの中心的な義務と認識している。苦しみの認識と治療に直接関係しているため、上記の義務のそれぞれに思いやりが現れる。思いやりある医師は、病気や苦しみが人間の行動に与える影響を理解している。思いやりは、病気や苦しみの中で呼び起こされる感情や愛と密接に関係しているのかもしれない。これは、医療機関における患者と医師の関係によって例証される。苦しんでいる患者と介護者との関係は、思いやりが個人間の親密さと協力に関係する社会的感情であることを証明している。

#### 心理療法
臨床心理学者のポール・ギルバート教授によって考案された思いやりに焦点を当てた療法は、思いやりの背後にある進化心理学に焦点を当てている。つまり、感情調節システムのバランスをとること（例えば、ケアと満足のシステムからの親和的な感情を使って、脅威検出システムからの苦痛を和らげ、軽減するなど）。

### セルフ・コンパッション
セルフ・コンパッションとは、自分自身に優しく、苦しみを人間の性質として受け入れること。それは主観的な幸福、楽観主義、知恵、好奇心、協調性、外向性に良い影響を与える。クリスティン・ネフとクリストファー・ガーマーは、セルフ・コンパッションを妨げる行動を三つのレベルに分類した。それは、自己批判、自己孤立、自己陶酔である。彼らはこれを闘争、逃走、凍結反応と同等とみなしている。子育ての実践は、子供のセルフ・コンパッションの発達に貢献する。母親のサポート、安全な愛着、調和のとれた家族の機能はすべて、セルフ・コンパッションが育まれる環境を作り出す。一方、特定の発達要因（個人的な寓話など）は、子供のセルフ・コンパッションの発達を妨げる可能性がある。
ヒューマニズムと質の高い相互関係の育成を中心とする本物のリーダーシップは、職場における自分自身と他者への思いやりを深める。
ジュディス・ジョーダンが提唱する自己共感の概念はセルフ・コンパッションに似ており、自分自身が何を必要としているかに気づき、気遣い、対応する能力を意味する。セルフケアの戦略には、自分自身を大切にし、思いやりを持って必要としていることを考え、刷新、支援、承認を得るために他者とつながることが含まれる。研究によると、セルフ・コンパッションのある人は、ない人よりも精神的に健康であることが示されている。